# Penthetria velutina
Penthetria velutina är en tvåvingeart som beskrevs av Friedrich Hermann Loew 1858. Penthetria velutina ingår i släktet Penthetria och familjen hårmyggor. Inga underarter finns listade i Catalogue of Life.